# 原丹麦驻天津领事馆
原丹麦驻天津领事馆是二十世纪初丹麦王国政府驻天津的领事馆，位于当时的天津德租界（今河西区宁波道1号3号），为重点保护等级历史风貌建筑。该建筑是中华民国南京国民政府初期丹麦驻天津特别市政府的重要办事机构，属北欧建筑风格。目前，该建筑主体结构完整，虽然建筑外观较为破旧，但内部结构保存完好，室内布局考究、气派，具有较高的历史、艺术、科学价值。

## 历史
丹麦驻天津领事馆原为张学良内宅。1928年左右该建筑曾作为丹麦驻天津领事馆使用。现为天津市一轻总公司老干部活动中心及居住用房。从2007年8月开始的河西区第三次全国文物普查工作中，原丹麦驻天津领事馆等35处文物被天津市历史风貌建筑办公室认定为特殊保护等级历史风貌建筑。

## 建筑风格
原丹麦驻天津领事馆为典型的德国外廊式砖木结构二层楼房带地下室，局部为三层。总占地面积1432平方米，建筑面积1735平方米。建筑外檐为机砖清水墙面，设有较大面积的方窗，增强了建筑内部的采光效果。顶部为多坡屋顶，大筒瓦屋面。建筑主入口设有穹顶形外跨式前廊、坡式大理石台阶和带铸铁装饰图案的实木门，设在楼门中央的4扇十字形旋转门至今仍在使用。 建筑内部一楼设有共享大厅，二楼设有环廊，全楼共有房屋42间，每层房间之间相互连通。室内设有木雕欧式古典壁炉以及英国的暖气设备，显示了设计师在设计时的多方面考虑。此外，屋内还装饰有木质护墙板、楼梯、地板、门窗等设备。